# Maksym Koval
Maksym Anatoliïovytch Koval (en ukrainien : Максим Анатолійович Коваль) est un footballeur international ukrainien, né le 9 décembre 1992 à Zaporijia, en Ukraine. Il évolue au poste de gardien de but au PS Kalamata en prêt de l'Aris Salonique FC.

## Biographie

### Carrière en club
Maksym Koval est formé au Metalurg Zaporijjye et fait ses débuts professionnels le 1er novembre 2009 à l'occasion de la douzième journée de Premier-Liga face au Zakarpattya Oujhorod (victoire 3-0). À la suite de ce match il restera titulaire jusqu'à la fin de la saison.
Il signe la saison suivante, après trois matches de championnat, au Dynamo Kiev. Il y fait ses débuts le 17 août 2010 face à l'Ajax Amsterdam à l'occasion des barrages de la ligue des champions (match nul 1-1).

### Carrière internationale
Après être passé par toutes les sélections de jeunes ukrainiennes, Maksym Koval est appelé pour la première fois en équipe d'Ukraine en juin 2011, à l'occasion de matches amicaux face à l'Ouzbékistan et la France, mais n'entre pas en jeu.
Il fait ses débuts le 1er juin 2012 lors du match amical face à l'Autriche (défaite 3-2). Il est dans la foulée sélectionné par Oleg Blokhine parmi les 23 Ukrainiens à partir pour l'Euro 2012 à la suite des blessures d'Oleksandr Shovkovskiy et Andriy Dikan et la suspension d'Oleksandr Rybka pour usage d'un diurétique interdit. Le jeune gardien ne fait cependant pas la moindre apparition durant le tournoi et l'Ukraine est éliminée dès le premier tour, finissant troisième du groupe derrière l'Angleterre et la France.

## Palmarès
- Dynamo Kiev
  - Premier-Liga
    - Vice-champion : 2011 et 2012.

## Statistiques
| Saison                | Club                  | Championnat           | Championnat | Championnat | Coupe(s) nationale(s) | Coupe(s) nationale(s) | Compétition(s) continentale(s) | Compétition(s) continentale(s) | Compétition(s) continentale(s) | Ukraine | Ukraine | Total | Total |
| Saison                | Club                  | Division              | M.          | B.          | M.                    | B.                    | Comp.                          | M.                             | B.                             | M.      | B.      | M.    | B.    |
| 2008 – 2009           | Metalurg Zaporijjye   | Premier-Liga          | 0           | 0           | 0                     | 0                     | -                              | -                              | -                              | -       | -       | 0     | 0     |
| 2009 – 2010           | Metalurg Zaporijjye   | Premier-Liga          | 19          | 0           | 0                     | 0                     | -                              | -                              | -                              | -       | -       | 19    | 0     |
| 2010 – 2011           | Metalurg Zaporijjye   | Premier-Liga          | 3           | 0           | 0                     | 0                     | -                              | -                              | -                              | -       | -       | 3     | 0     |
| 2010 – 2011           | Dynamo Kiev           | Premier-Liga          | 12          | 0           | 1                     | 0                     | C1+C3                          | 2+3                            | 0                              | -       | -       | 18    | 0     |
| 2011 – 2012           | Dynamo Kiev           | Premier-Liga          | 8           | 0           | 1                     | 0                     | C3                             | 1                              | 0                              | 1       | 0       | 11    | 0     |
| 2012 – 2013           | Dynamo Kiev           | Premier-Liga          | 23          | 0           | 0                     | 0                     | C1                             | 10                             | 0                              | -       | -       | 33    | 0     |
| 2013 – 2014           | Dynamo Kiev           | Premier-Liga          | 0           | 0           | 0                     | 0                     | C1                             | 0                              | 0                              | -       | -       | 0     | 0     |
| Total sur la carrière | Total sur la carrière | Total sur la carrière | 65          | 0           | 2                     | 0                     | -                              | 16                             | 0                              | 1       | 0       | 84    | 0     |